# Sarot
Sarot ist ein Ort im Quarter (Distrikt) Castries im Westen des Inselstaates St. Lucia in der Karibik. 

## Geographie
Der Ort liegt im Tal des Roseau River, östlich des Flussknies, wo der Roseau von nördlicher in westliche Richtung umschwenkt. Der Ravine Cendre de Feu mündet beim Ort in den Roseau.
Von Sarot aus geht eine Straße über den Bergkamm der Chopin Ridge nach Osten in das Tal des Cul de Sac. Im Umkreis liegen die Orte Chopin Ridge/Sarot, La Raye, Labayee, Sand De Feu, Vanard und Belair.

## Klima
Nach dem Köppen-Geiger-System zeichnet sich Sarot durch ein tropisches Klima mit der Kurzbezeichnung Af aus.